# Elizabeth Ya Eli Harding
Elizabeth Ya Eli Harding (nació 23 de marzo de 1956) es una diplomática de carrera gambiana
que tiene cuatro hijos.

## Educación
Después de la secundaria en Banjul, recibió una Beca de la Mancomunidad de Naciones para asistir a un programa Diplomática en francés.
- 1978: Diplomada en Lengua Francesa en la Ecole Internationale de langue et de Civilisation Française en la Universidad de Ginebra.
- 1988: Obtuvo una especialización en administración y gestión pública en la Facultad de Tecnología de la Glasgow Caledonian University.
- Hizo estudios en Canadá.

## Carrera
- 1976-1985: Directora en la Gambia Department of State for Foreign Affairs.
- 1985-1995: Jefa de Personal de la Oficina del primer ministro de Gambia.
- 1995-1998: Secretario de la Comisión del Servicio Jurídico del Ministerio de Asuntos Exteriores.
- 1998-2000: Subsecretario de la Oficina del primer ministro.
- 2000-2003: Jefe del Gabinete de la Presidencia de la República.
- 2003-2006: Secretario del Consejo de Ministros.
- 2006-2007: Secretario general de la Presidencia de la República.

Después de varios cargos gubernamentales en Gambia, trabajó con el presidente Yahya Jammeh, al que describe como un hombre cariñoso, dinámico y pacífico. 
En 2007 fue nombrado como Alta Comisionada en Londres.
Como primera mujer de Gambia Alta Comisionada, señora Harding está cerca de otras mujeres jefes de misión de los países africanos, ya que comparten "un sentido de la solidaridad, el compartir los mismos objetivos comunes" .
El presidente también defiende la causa de las mujeres: el vicepresidente, tres ministros y el presidente de la Asamblea Nacional todas son mujeres. 
En abril de 2007 Elizabeth Ya Eli Harding llegó al Reino Unido como Alta Comisionada de Gambia. 
- El 13 de diciembre de 2007 fue acreditado ante la Santa Sede.
- El 14 de enero de 2008 fue acreditado ante el gobierno de Austria en Vienna.
- El 11 de diciembre de 2008 fue acreditado ante el gobierno de Noruega en Oslo.
- El 08 de abril de 2010 fue acreditado ante el gobierno de Finlandia en Helsinki.

En 2012 ocurre dentro de la Mancomunidad de Naciones la propuesta de crear comisiones en Banjul para hacer frente a los Derechos humanos, Derecho de autor y la Corrupción política. A raíz de la propuesta, el secretario general de la Commonwealth en:Kamalesh Sharma se reunió con Yahya Jammeh y otros altos funcionarios. En los fines de septiembre de 2013 el gobierno de Yahya Jammeh da cuenta de que la Mancomunidad de Naciones es un instrumento neocolonial y sale este conjunto. Por eso la Alta Comisión de Gambia en Londres se convierte en la en:Embassy of The Gambia, London y la alta Comisionada en embajadora. 
El 23 de octubre de 2013 Sra Harding presentó sus credenciales como embajadora a Isabel II del Reino Unido.
A pesar de haber conocido a su vez antes a al en:Commonwealth Heads of Government Meeting 2003 en Abuya, ella lo describe como "una experiencia fascinante."
De 2011 a 2014 a cuenta de la embajada fueron comprado 32 toneladas de tabaco sin impuestos, Elizabeth Ya Eli Harding declaró como testigo ante un juez del Southwark Crown Court que no sabía sobre este consumo privilegiado, mientras que Gaston Sambou, antiguo secretario primero de la Embajada de Gambia declaró que ella estaba informada.
| Predecesor: Gibril Seman Joof | Alta Comisionada / Embajadora gambiana en Londres 04 de 2007 | Sucesor: - |